# 고세이바이시키모쿠
고세이바이시키모쿠(일본어: 御成敗式目)는, 일본 가마쿠라 시대에 초대 쇼군 미나모토노 요리토모(源賴朝) 이래의 선례(先例)나, '도리'(道理)라 불리던 무가 사회의 관습 · 도덕을 토대로 제정된 무가정권을 위한 법령이다. 아울러 일본 최초의 무가법이다.
조에이(貞永) 원년 8월 10일(1232년 8월 27일 - 『아즈마카가미』) 제정되었으므로 조에이시키모쿠(일본어: 貞永式目)라고도 하는데 이쪽은 후세에 붙여진 호칭으로, '고세이바이시키모쿠' 쪽이 정식이다. 간토고세이바이시키모쿠(関東御成敗式目), 간토부케시키모쿠(関東武家式目) 등의 이칭도 있다. 
1185년에 가마쿠라 막부가 실질적으로 성립한 이후, 가마쿠라를 거점으로 반도 지역을 세력하에 두는 가마쿠라 막부와, 교토를 중심으로 기나이 및 서쪽으로 규슈 지역까지를 세력하에 둔 교토 조정에 의한 이두정치가 이어지고 있었는데, 조큐(承久) 3년(1221년)의 조큐의 난(承久の乱)에서 승리한 가마쿠라 막부의 싯켄(執権) 호조 요시토키(北条義時)가 교토 조정을 무력으로 제압하고, 조정의 권력은 제한되어 막부의 권력이 일본 전국에 이르게 되는데, 일본을 통치하는데 있어서 지표가 되는 도덕이나 윤리관 그리고 관습이 일본 각지마다 달랐기 때문에 무가 사회, 무가 정권의 재판 규범으로 이 법이 제정되었다.

## 연혁
가마쿠라 막부가 성립될 때에는 성문법이 존재하지 않았고, 기존의 율령법 · 공가법에 의거하지 않고, 무사라는 계급의 성립 이래로 무사의 실천 도덕을 '도리'라 부르며 그러한 도리・선례에 준거한 재판을 해 왔다고 한다. 다만 애초에 가마쿠라 막부 초기에 만도코로(政所)나 몬쥬쇼(問注所)를 운영한 이들은 교토 출신의 명법도(明法道)나 공가법에 통달한 중급 귀족 출신자들이었으므로 가마쿠라 막부가 축적해 온 법 관습이라는 것도 기존 율령법 · 공가법과 완전히 무관한 토대 위에 성립한 것은 아니었다.
고세이바이시키모쿠의 제정은 조큐의 난 이후 막부의 세력이 사이고쿠(西国)에까지 뻗어 나가게 되고, 사이고쿠 지역에 새로이 지토로 파견된 고케닌 · 구게 등 장원영주 · 현지 주민과의 법적 갈등이 증가하게 되었던 것과 관련이 있다. 또 막부 성립으로부터 반세기 가까이 지난 시점에서는 성립된 선례 · 법 관습이 방대해지고 그만큼 번잡해진 점도 지적된다.
또한 고세이바이시키모쿠 제정 몇 년 전부터 기후 악화로 일본 열도 전역이 피폐해져 있었다. 간기(寛喜) 3년(1232년)에는 이른바 간기의 기근(寛喜の飢饉)이라 불리는 기근이 최악의 맹위를 떨치는 등, 일본 전역이 사회적으로 온통 불안하였다. 
이에 싯켄 호조 야스토키(北条泰時)가 중심이 되어, 일문의 장로 호조 도키후사(北条時房)를 렌쇼(連署)로 하여 오타 야스쓰라(太田康連), 사이토 조엔(斎藤浄円) 등 효조슈(評定衆) 일부와의 협의에 의해 이 법을 제정하게 된다. 
고세이바이시키모쿠 제정에 관하여 싯켄 야스토키는 로쿠하라 단다이(六波羅探題)로서 교토에 있던 동생 호조 시게토키(北条重時)에게 보낸 두 통의 서장(야스토키 소식문)에서 자신이 주도하여 제정한 고세이바이시키모쿠의 정신 · 목적을 말하고 있다(호조 야스토키 항목 참조).
제정 당시 공가에는 정치제도를 명기한 율령이 존재했지만, 무가를 대상으로 한 명확한 법령이 없었다. 따라서, 초대 쇼군 미나모토노 요리토모 이래의 고케닌에 관한 관습이나 명문화되지 않은 처리 방식을 토대로 토지 등 재산이나 슈고, 지토 등의 직무 권한을 명문화하게 되었다. '야스토키 소식문'에서는 공가법은 한문으로 기록되어 있어 읽고 해석하기 어렵기 때문에 무사들이 알기 쉬운 문체를 쓰는 법률을 만들었다고 하고 있어서, 가마쿠라 막부가 강권으로 법률을 제정했다기보다 오히려 고케닌의 지지를 얻기 위해 제정한 법률이라는 성격을 가진다. 또한, 가마쿠라 막부 제정의 법이라고 해도, 그것이 즉시 고케닌들에게 유리해진다는 것이 아니라, 소송 당사자가 누구라 해도 공정하게 기능할 수 있는 것으로 했다. 이에 따라 무가의 고케닌이 아닌 장원영주인 구게나 지샤에게도 고세이바이시키모쿠에 의거하여 소송을 제기하는 것이 허용되었고, 그 일부가 역으로 공가법 등에도 도입되기도 했다.
가마쿠라 막부가 멸망한(1333년) 뒤에도 고세이바이시키모쿠는 여전히 법령으로써 유효했다. 가마쿠라 막부를 무너뜨린 아시카가 타카우지조차도 고세이바이시키모쿠의 규정 준수를 명령하였으며, 무로마치 막부에서 발포된 법령, 센고쿠 시대에 센고쿠 다이묘가 각자의 영지에서 따로 제정하여 시행한 분국법(分國法)조차도 (고세이바이시키모쿠를 개변하거나 폐지하는 것이 아니라) 고세이바이시키모쿠에 추가 조항을 덧붙인 추가법령이라는 위치 설정이었다. 
아울러 고세이바이시키모쿠는 여성이 고케닌이 되는 것을 인정하였기에 이 규정에 따라 이이노야 성(井伊谷城)의 성주 이이 나오토라, 이와무라 성(岩村城)의 성주 오쓰야 마님(おつやの方), 다치바나 성(立花城)의 성주 다치바나 긴치요(立花誾千代), 요도 성(淀城)의 성주 요도 부인(淀殿) 등이 알려져 있다. 
에도 시대에 이르러 에도 막부가 제정한 무가제법도의 시행에 따라 고세이바이시키모쿠는 무사의 기본법으로서 5백여 년을 유지해 왔던 자리를 양보하게 되지만, 법령으로서의 유효성은 변함이 없었고, 메이지 시대 이후에 일본에서 근대법이 성립될 때까지 계속되었다. 후술할 바와 같이 현대 일본 민법에도 영향을 주고 있다는 지적도 있다.
넓게는 일본 무가법의 기본이 되었을 뿐만 아니라, 우수한 판례(判例)로서 공가 · 무가를 불문하고 유직고실의 연구 대상이 되었다(「시키모쿠 주석학」). 그 후 에도 시대에는 일본 서민의 습자본으로 민간에도 보급된다. 
덧붙여 조에이 원년 9월 11일자의 야스토키 소식문에는, 처음 이를 제정할 당시에는 「시키조」(式条)라고 칭하였다가 율령의 적용을 피해서 「시키모쿠」(式目)이라고 개정하였다는 것이 기재되어 있다. 「시키조」란 '식(式)의 조문'이라는 의미이며, 야스토키는 막부를 기존 왕조국가의 제사(諸司) 즉 율령에 규정된 교토 조정의 중앙 관부들과도 준하는 존재로 자리매김시키고 관련 법령 또한 그에 걸맞게 명명하고자 했던 것 같지만, 교토 조정의 관점에서 어떤 법령을 제정한다는 것은 엄연히 국왕인 천황의 대권(칙지에 의해서만 허용되는 권한)에 속하는 것이었기에 막부의 요청은 결코 허용할 수 없는 것이었다. 조정의 반발을 산 야스토키는 조정의 이해와 동조를 얻어내기 위해 본인이 한 발 물러나서 '시키모쿠'라고 이름을 바꾼 것으로 보인다. 무엇보다 야스토키가 쓰지 않은 「시키조」라는 말 자체는 그 뒤로도 막부 내부에서는 고세이바이시키모쿠를 가리키는 단어로서 여전히 사용되었고, 민간에서도 「시키모쿠」와 「시키조」를 딱히 구별하지 않고 사용하고 있었음을 당시의 장원 문서를 통해 확인할 수 있다.

## 조문
전 51조이다. 이 수는 17의 3배이며, 17이라는 숫자는 쇼토쿠 태자가 제정했다는 십칠조 헌법에서 유래한다.
- 제1조 - 신사를 수리하고 제사를 도맡아 행하는 일(可修理神社専祭祀事)
- 제2조 - 사탑을 수조하고 불사를 삼가며 행하는 일(可修造寺塔勤行仏事等事)
- 제3조 - 여러 구니 슈고닌들의 부교(슈고의 권한)에 관한 일(諸国守護人奉行事)
- 제4조 - 이들 슈고닌은 일의 사유를 따로 아뢸 것 없이 죄과의 자취(죄인의 소유물)를 몰수한다(同守護人不申事由、沒收罪科跡事)
- 제5조 - 여러 구니의 지토들이 마땅히 바쳐야 할 연공을 구류(횡령)하는 일에 대하여(諸國地頭令抑留年貢所當事)
- 제6조 - 고쿠시 령가(国司領家)에 대한 처분은 간토에서 구니후(御口入, 개입)할 수 없다(國司領家成敗不及關東御口入事)
- 제7조 - (호조 마사코가 겐지 쇼군가로부터 상속받은) 소유 영지에 대한 일(所領之事)
- 제8조 - 지행(점유) 시효가 지난 토지에 대한 일(土地占有之事)
- 제9조 - 모반한 자에 대한 일(謀反人事)
- 제10조 - 살해 및 칼로 상해를 입힌 죄과에 대한 일(殺害刃傷罪科事)
- 제11조 - 남편의 죄과를 가지고 그 아내와 딸이 소유한 영지를 몰수할 것이냐 말 것이냐(依夫罪過、妻女所領沒收否事)
- 제12조 - 나쁜 말을 경계하라(悪口咎事)
- 제13조 - 사람 때리는 것을 경계하라(殴人咎事)
- 제14조 - 대관의 죄과를 그 주인에게 물을 것이냐 말 것이냐(代官罪過懸主人否事)
- 제15조 - 문서 위조에 대한 죄과(謀書罪科事)
- 제16조 - 조큐 병란 때에 몰수했던 토지에 대한 것(承久兵亂時沒收地事)
- 제17조 - 조큐 병란에서 싸운 죄과는 부자간에 별개로 다룬다(同時合戰罪過父子各別事)
- 제18조 - 소유 영지를 딸에게 넘겨준 뒤에 서로 화의하지 못하는 일이 생겼을 경우 부모가 영지를 되가져올 수 있느냐 없느냐(讓與所領於女子後、依有不和儀、其親悔還否事)
- 제19조 - 친소를 묻지 않고 영지를 물려주는 것은 그 본주의 자손을 저버리는 것이다(不論親疎被眷養輩、違背本主子孫事)
- 제20조 - 양도장을 받았는데 그 자식이 부모보다 먼저 죽은 경우에 대하여(得讓状後、其子先于父母令死去跡事)
- 제21조 - 처첩이 남편으로부터 영지를 받았는데 이별(이혼)하게 되는 경우 그 영지를 계속 소유할 수 있느냐 없느냐(妻妾得夫讓、被離別後、領知彼所領否事)
- 제22조 - 부모가 소유한 영지를 배분할 때 비록 의절하지는 않았더라도 성인 자식에게 넘겨주지 않는다(父母所領配分時、雖非義絶、不讓與成人子息事)
- 제23조 - 남편이 죽고 자식이 없는 여자가 양자를 들여 영지를 물려주는 일에 관하여(女人養子事)
- 제24조 - 남편이 소유하던 영지를 물려 받은 후처가 개가(재혼)할 경우(讓得夫所領後家、令改嫁事)
- 제25조 - 간토의 고케닌들이 구교(덴조비토)의 사위가 되어 영지를 양도받는 경우 영지가 줄어드는 것(關東御家人以月卿雲客爲婿君、依讓所領、公事足減少事)
- 제26조 - 소유 영지를 처음 자식에게 물려주었다가 안도 하문(=막부에 의한 상속 승인)이 나온 뒤 그 영을 돌이켜 다른 자식에게 물려주는 것에 대하여(讓所領於子息、給安堵御下文之後、悔還其領、讓與他子息事)
- 제27조 - 미처분 재산에 대하여(未處分跡事)
- 제28조 - 허튼 말을 꾸며 참소하는 것에 대하여(搆虚言致讒訴事)
- 제29조 - 본래 부교를 맡은 사람을 두고 다른 사람을 따라 소송을 계획하는 일(閣本奉行人、付別人企訴訟事)
- 제30조 - 문주(재판)을 행하는 자들이 판결이 나오기도 전에 권문(유력자)의 서장을 가져다 올리는 것에 대하여(遂問註輩、不相待御成敗、執進權門書状事)
- 제31조 - 도리 없이 재허를 받지 않은 무리들이, 부교닌의 패거리가 되어 소송하는 것에 대하여(依無道理不蒙御裁許輩、爲奉行人偏頗由訴申事)
- 제32조 - 도적이나 악당을 자신의 영지에 숨겨 주는 것에 대하여(隱置盜賊惡黨於所領内事)
- 제33조 - 강도와 절도 두 도적의 죄과 및 방화범에 대하여(強竊二盜罪科事付放火人事)
- 제34조 - 다른 사람의 아내와 간통한 죄과에 대하여(密懷他人妻罪科事)
- 제35조 - 고소되어 소환장을 받아 놓고도 재판에 출두하지 않는 경우(雖給度々召文不參上科事)
- 제36조 - 영지의 옛 경계를 고쳐서 서로 논쟁을 벌이는 것(改舊境、致相論事)
- 제37조 - 간토의 고케닌들이 교토로 상경하여 자기가 있는 영지 내의 다른 고케닌들이 소유한 영지의 상사가 되기를 희망하는 경우(關東御家人申京都、望補傍官所領上司事)
- 제38조 - 소지토가 소유 영지 내의 묘슈들을 멋대로 제재하는 것에 대하여(惣地頭押妨所領内名主職事)
- 제39조 - 관작을 바라는 자들이 간토에 신청하는 것에 대하여(官爵所望輩、申請關東御一行事)
- 제40조 - 가마쿠라 안의 승도들이 멋대로 관위를 다투는 것에 대하여(鎌倉中僧徒、恣諍官位事)
- 제41조 - 노비와 잡인에 관하여(奴婢雜人事)
- 제42조 - 백성이 도망친 경우에 범죄자 재산 몰수라며 그 재산에 손괴를 입히는 경우(百姓迯散時、稱逃毀令損亡事)
- 제43조 - 지행을 칭하며 타인의 영지를 빼앗고 소출을 탐내는 경우(稱當知行掠給他人所領、貪取所出物事)
- 제44조 - 어느 고케닌의 죄과가 아직 판결나지도 않았는데 그 소유 영지를 탐내려 드는 경우(傍輩罪過未斷以前、競望彼所帶事)
- 제45조 - 죄과가 드러났을 때 그 변론을 기다릴 것 없이 처벌한다(罪過由披露時、不被糺決改替所職事)
- 제46조 - 소유 영지를 교체할 때 전 관리자와 새로운 관리자들에 대하여(所領得替時、前司新司沙汰事)
- 제47조 - 자신이 지배하지도 않는 영지의 문서를 가지고 다른 사람에게 기진하는 것 및 영지의 혼쇼(명의자)와 서로 연락도 없이 권문(유력자)에게 기진하는 것에 대하여(以不知行所領文書、寄附他人事＜付、以名主職不相觸本所、寄進權門事＞)
- 제48조 - 소유한 영지를 사고 파는 것에 대하여(賣買所領事)
- 제49조 - 소송에서 양측의 증언과 주장이 너무 극명해서 쉽게 결론을 내기 어려울 경우(兩方證文理非顯然時, 擬遂對決事)
- 제50조 - 낭자(폭력 행위)가 벌어졌을 때 그 자세한 사정을 모르고 그에 가담했을 경우(狼藉時、不知子細出向其庭輩事)
- 제51조 - 문장(원고를 통해 피고에게 보내는 심문장)인 어교서를 가지고 와 낭자(폭력 행위)를 벌이는 경우(帶問状御敎書、致狼藉事)
- 「기청」(起請)
- 「호조 야스토키 소식」(北条泰時消息)

불비한 내용의 보충이나 새로운 사태에 대응하기 위해, 때때로 추가법이 제정되었는데 이것을 「시키모쿠 추가」 또는 그냥 「추가」 등이라고 칭했다. 야스토키 소식문에는 "여기서 빠진 것이 있다면 추가로 기록해 더하여야 할 것이다"(これにもれたる事候はゞ、追うて記し加へらるべきにて候)라고 하여 추가법의 필요 및 제정 가능성을 언급, 시사하고 있다. 가마쿠라 · 무로마치 시대의 부교닌(奉行人)들은 이와 관련하여 필요한 추가법을 수집하였으며, 《신편 추가》(新編追加)를 비롯해 몇 가지 추가법의 편찬이 이루어져 현대에 전해진다. 
이들 제본들은 일본의 역사학자 사토 신이치(佐藤進一)와 법제사학자 이케우치 요시스케(池内義資)가 편찬한 《중세법제사료집》 제1권에서 모두 대조 교감되어 있다.

## 내용
일본 가마쿠라 막부의 기본법이자 일본 최초의 무가법이다. 「우대장가의 예」라 불리는 요리토모 이래의 선례나, 그때까지의 일본 무가 사회의 '도리'를 기준으로 하여, 고케닌의 권리 의무나 그들이 소유한 영지 상속에 관련한 규정이 많으며, 「회반권」(悔返権) ・ 「연기법」의 규정은 무가만의 독자적인 규정으로 되어 있다(이설도 있다). 다만, 시키모쿠의 적용은 무가 사회에 한정되었고, 조정의 지배 아래에서는 공가법, 장원영주 지배 아래서는 본소법(本所法)이 효력을 가졌다(반대로 막부의 지배하에서는 공가법 · 본소법은 적용되지 않는 것으로 거절되었다). 또한 요리토모 이후의 선례 · 무가 사회의 '도리'를 방패삼아 율령법 · 공가법과는 다른, 때로는 아예 정면으로 반대되는 규정을 적극적 · 자립적으로 제정하고 있는 점을 평가하여, 고세이바이시키모쿠를 막부법의 '독립'을 선언한 것으로 보는 해석이 일본 학계의 통설이 되어 있다.
다만, 이러한 사고방식에 대해서는 비판도 있다. 닛타 이치로(新田一郎)는 요리토모 이후의 선례나 무가 사회의 도리를 기록한 부분, 특히  기존 율령법 · 공가법과 차이가 나거나 대립하는 부분 대부분은 직접 조문으로서는 포함되지 않고 세부 조항이나 예외 사항 등의 형식으로만 다루어지고 있으며, 한편으로 고세이바이시키모쿠 조문 본문에 기재되어 있는 막부 관련 이외의 사항 대부분은 오히려 가마쿠라 시대 초기의 공가법에 의거한 부분이 많다고 지적하였다. 또 편찬에 합류한 것은 로쿠하라 단다이(六波羅探題)를 맡은 야스토키 · 도키후사나 (만도코로나 몬쥬쇼에서 일했던) 공가법에 정통한 중급 귀족과 그 후손인 고케닌이었다는 점도 닛타는 지적하고 있다. 이것은 당시의 사무라이(특히 고케닌)가 말려들기 쉬웠던 소송이 그 사무라이가 지토로서 다스리는 장원에서 벌어지는 장원영주(공가)와의 충돌이었고, 이 충돌에서 무사를 구제하기 위해서는 공가법을 중심으로 움직이던 당시의 법질서의 개요를 무사들에게 평이하게 해설하고 이해시킴으로서 무가 사회와의 조화를 도모하기 위해서 제정된 것이 고세이바이시키모쿠이며, 무가법의 체계화라든가 무가법에 근거한 새로운 질서를 형성하는 것이 목적이었던 것은 아니었고, 적어도 기존 공가법의 존재를 전제로 하였으며 그 형식면에서는 공가법을 모범하거나 소재를 따온 것이라고 한다. 또한 고세이바이시키모쿠가 가마쿠라 시대 후기 이후 일본 공가 사회에도 수용된 배경에 막부나 조정 모두 덕정(徳政)을 통한 덕치주의(徳治主義)의 실현이라는 공통된 정치 목표가 존재하고 있었음도 지적하고 있다.
일본의 법학자인 고쿠가쿠인 대학(國學院大學)의 나가마타 다카오(長又高夫) 법학부 교수는 고세이바이시키모쿠의 각 조문을 검토하고, 일부 조문에는 분명히 율령법이나 공가법과는 해석이 다르거나 상반되는 조문이 있어, 그것에 대해서는 유교 윤리나 우대장가의 선례, 당시 사회에서 널리 알려져 있던 판례나 관습법 등을 근거로 내세워, 가능한 한 교토 조정의 반발이나 이론을 거두기 위해 애썼다는 점을 지적한다.
또한 '소유'에 관한 규정이 많은 것도 고세이바이시키모쿠의 특징이다. 현대 일본 민법 162조에서 "20년간, 소유의 의사를 가지고 평온하게 또한 공연히 타인의 물건을 점유한 자는 그 소유권을 취득한다."라고 하여 타인의 물건에 대한 소유권 취득 시효를 「20년」으로 규정한 해당 조문의 유래를 고세이바이시키모쿠에서 찾는 견해가 사토 신이치에 의해 제기되기도 하였는데 일본 민법전의 기초위원의 한 사람이었던 우메 겐지로(梅謙次郎)에 따르면 해당 규정은 프랑스의 법학자로 메이지 시대 초빙사로서 일본을 방문해 일본의 국내법 정비에 일조했던 귀스타브 에밀 보아소나드가 기초한 구민법에서는 당시의 입법례에 준해 30년으로 되어 있었던 것이, 교통 편의가 나아져서 멀리 있는 재산의 파악도 용이해지고 거래가 빈번해지면서 권리의 확정을 조기에 실시할 필요성이 발생함에 따라 20년으로 단축한 것, 이라고 설명되어 있고, 전통적인 일본의 법을 참고했다고는 언급하지 않았다.
야스토키 소식문에는, 무가나 서민은 율령을 모르는 자가 많아, 내용을 숙지한 관리가 자의적으로 운용하고 있는 경우가 많기 때문에, 한자를 읽을 줄 아는 이가 적은 무가를 배려한 내용이라고 기록하고 있다.

### 내용주
1. ↑  요시토키의 이복 동생으로 야스토키에게는 삼촌에 해당한다.
2. ↑  막부는 막부 내부 규범의 틀을 넘어서는 법령을 시행할 때에는 반드시 그것을 교토 조정에 주청하여 천황의 어명(재가)을 받는 형식을 취하였는데, 예를 들어 조오(貞応) 2년(1223년) 막부가 제정한 신임 지토에 관한 소무법(所務法)을 무사 이외의 장원영주에게도 적용하기 위해서 천황의 어명을 부탁한 것 등이었다.